# Stromateoidei
Los Stromateoidei son un suborden de peces dentro del orden Perciformes, generalmente marinos y con amplia distribución por todo el mundo.

## Sistemática
Existen seis familias encuadradas en este suborden:
- Familia Amarsipidae - Amarsípidos

- Familia Ariommatidae - Pastorcillos

- Familia Centrolophidae - Cojinobas o Rufos

- Familia Nomeidae - Derivantes

- Familia Tetragonuridae - Colicuadrados

- Familia Stromateidae - Palometas

## Imágenes

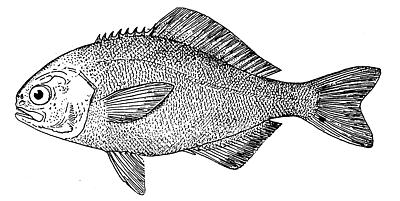
Hyperoglyphe perciformis
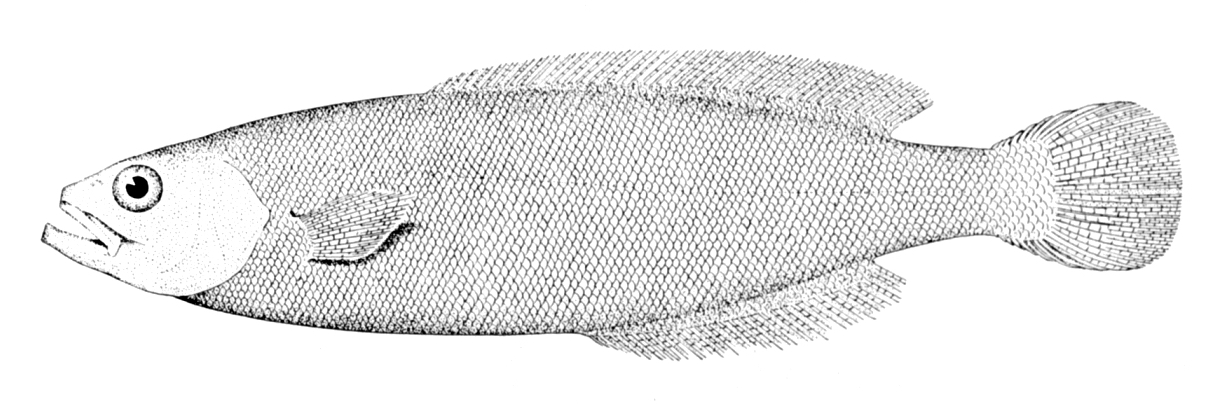
Icichthys lockingtoni
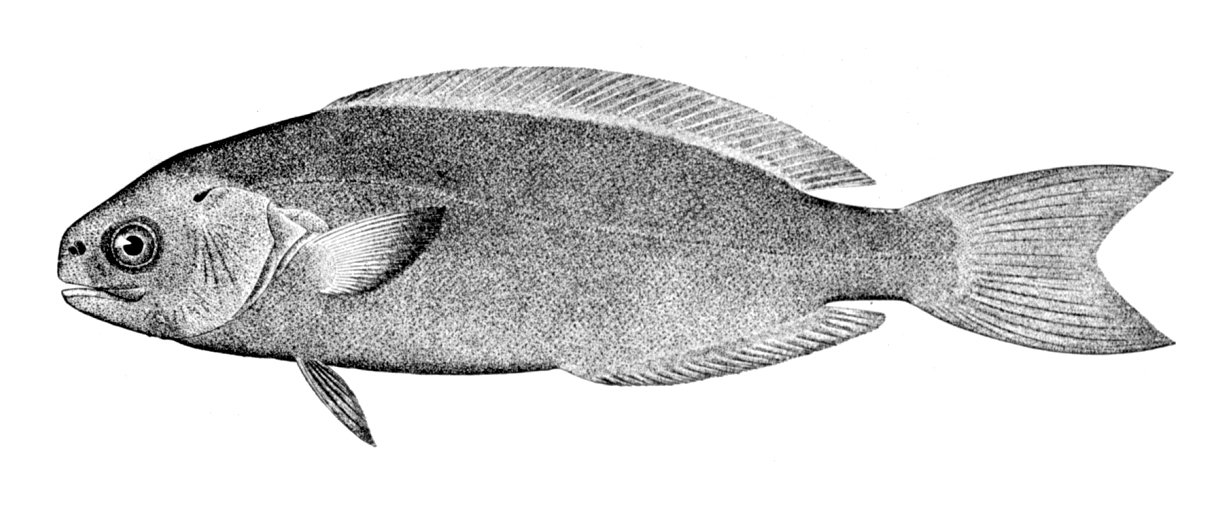
Centrolophus niger
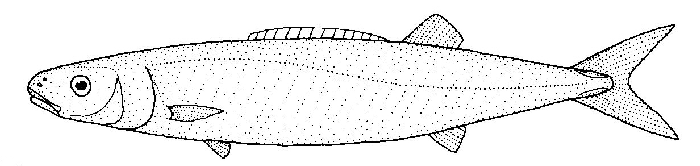
Tetragonurus cuvieri